# Idioma gorontalo
El idioma gorontalo (también conocido como Hulontalo) se habla en la provincia de Gorontalo, norte de la isla Célebes, costa septentrional de la península del norte, en Indonesia. El código ISO 639-2 del Gorontalo es «gor» (antes también GRL). No existe código ISO 639-1 para el idioma. En 1989 había 900.000 hablantes.
El lenguaje pertenece a la rama malayo-polinesia de las lenguas austronesias.

## Fonología
|           | labial | alveolar | alveolar | palatal | velar | glotal |
| --------- | ------ | -------- | -------- | ------- | ----- | ------ |
| nasal     | m      | n        |          | ɲ       | ŋ     |        |
| oclusiva  | p b    | t d      | d̠        | c ɟ     | k ɡ   | ʔ      |
| implosiva | ɓ      | ɗ        |          |         |       |        |
| sonorante | w      | l r      |          | j       |       | h      |